# The Three Students
Pour plus de détails, voir Fiche technique et Distribution.
The Three Students est un film britannique réalisé par George Ridgwell, sorti en 1923.

## Synopsis
Sherlock Holmes enquête sur une tricherie lors d'un concours de grec à l'université.

## Fiche technique
- Titre original : The Three Students
- Réalisation : George Ridgwell
- Scénario : Geoffrey H. Malins, P.L. Mannock, d'après la nouvelle Les Trois Étudiants d'Arthur Conan Doyle
- Direction artistique : Walter W. Murton
- Photographie : Alfred H. Moise
- Montage : Challis N. Sanderson
- Société de production : Stoll Picture Productions
- Société de distribution : Stoll Picture Productions
- Pays d'origine :  Royaume-Uni
- Langue originale : anglais
- Format : noir et blanc — 35 mm — 1,37:1 — Film muet
- Genre : Film policier
- Date de sortie :
  - Royaume-Uni : mars 1923

## Distribution
- Eille Norwood : Sherlock Holmes
- Hubert Willis : Docteur Watson
- William Lugg : Soames
- A. Harding Steerman : Bannister
- Lucien Verne : Gilchrist